# Laurens Looije
Laurens Christiaan Looije (né le 12 janvier 1973 à La Haye) est un athlète néerlandais, spécialiste du saut à la perche.

## Biographie
En 1992, Laurens Looije remporte le concours du saut à la perche des championnats du monde juniors en franchissant 5,45 m. Il devance l'Espagnol Daniel Martí et le Sud-Africain Okkert Brits.

### Palmarès
| Date | Compétition                   | Lieu     | Résultat | Performance |
| ---- | ----------------------------- | -------- | -------- | ----------- |
| 1992 | Championnats du monde juniors | Séoul    | 1er      | 5,45 m      |
| 2001 | Universiade                   | Pékin    | 3e       | 5,60 m      |
| 2006 | Championnats d'Europe         | Göteborg | 8e       | 5,50 m      |

### Records
| Épreuve          | Épreuve      | Performance | Lieu    | Date            |
| ---------------- | ------------ | ----------- | ------- | --------------- |
| Saut à la perche | En plein air | 5,71 m      | Hechtel | 1er août 1998   |
| Saut à la perche | En salle     | 5,65 m      | Gand    | 18 février 2006 |